# Théâtre de l’Incendie
Le Théâtre de l'Incendie est une compagnie théâtrale française basée à Saint-Étienne et fondée en 1994 par Laurent Fréchuret.
Ayant pour projet de servir « le poème et les voix humaines » elle a notamment représenté des œuvres de Beckett, Cioran, Burroughs, Genet, Copi, Edward Bond et Lewis Carroll.
La compagnie est accueillie en résidence au Théâtre de Villefranche-sur-Saône de 1998 à 2004.
Laurent Fréchuret « met l'Incendie en sommeil » lorsqu'il prend la direction du Centre dramatique national de Sartrouville, puis relance la compagnie en 2013 en mettant en scène Richard III avec Dominique Pinon dans le rôle-titre.

## Créations
- 1995 : La Reconstitution de Bernard Noël
- 1995 : Solo de Samuel Beckett
- 1996 : Alices d'après Lewis Carroll
- 1996 : Haute Surveillance de Jean Genet
- 1997 : Molloy,  Malone meurt et L'Innommable d'après Samuel Beckett
- 1998 : Insomnies d'après Cioran
- 1999 : 50 Comas d'après Antonin Artaud
- 2000 : Ici (apparitions) de Laurent Fréchuret
- 2000 : Oh les beaux jours de Samuel Beckett
- 2000 : La Colombe de Charles Gounod
- 2000 : Rouge, noir et ignorant de Edward Bond à l'Odéon antique de Lyon
- 2001 : Le Viol de Lucrèce de Benjamin Britten à l'Opéra de Lyon
- 2001 : Interzone d'après William Burroughs
- 2002 : L'Uruguayen et La Pyramide de Copi
- 2003 : Le Mal rouge et or d'après Jean Cocteau avec Anna Prucnal
- 2005 : Confidences sur l'amour et les galaxies d'après Alan Bennett, Dario Fo, Franca Rame et Serge Valletti